# Ha-ha

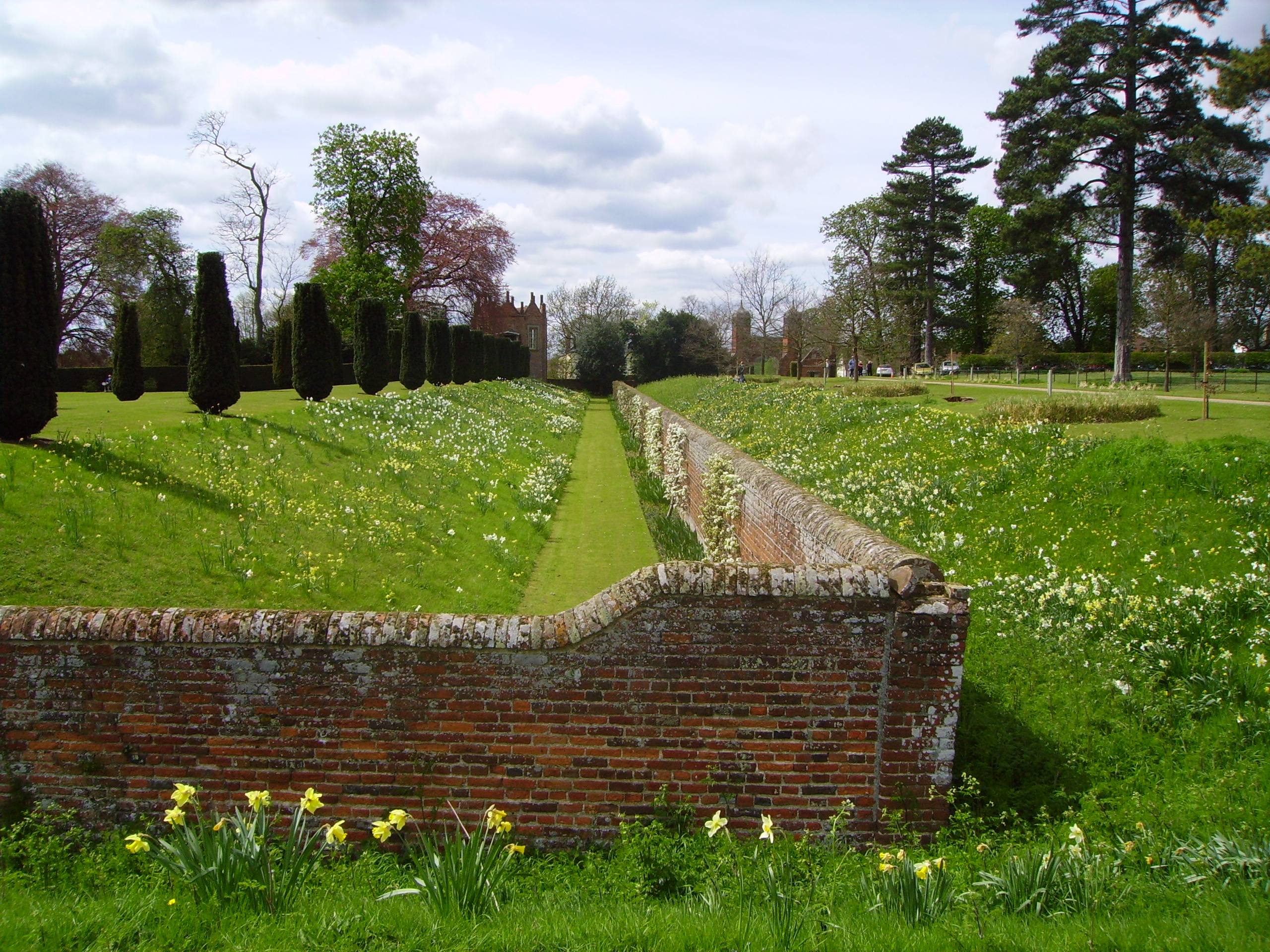
En ha-ha vid Melford Hall i Suffolk i England.

Ha-ha eller aha är en trädgårdsarkitektonisk företeelse som har sitt ursprung i den senare delen av 1700-talet.
En ha-ha har ungefär samma funktion som en trädgårdsmur eller ett staket, det vill säga att hindra djur och objudna gäster från att besöka en trädgård eller park, men hindret är nedsänkt i ett dike för att bli osynligt eller mindre framträdande, sett på avstånd.